# الظاهر بيبرس (مسلسل)
الظاهر بيبرس مسلسل سوري بـالعربية الفصحى، في نحو ثلاثين حلقة، عن قصة حياة الظاهر ركن الدين بيبرس ببعض التصرف. وقد قام بدور الظاهر بيبرس الممثل عابد فهد بمشاركه سوزان نجم الدين في دور شجر الدر ونخبة من الممثلين السوريين والعرب، كما شاركت الممثلة منى واصف بدور شرفي في هذا العمل الفني الكبير الذي أنتجته الشركة الكويتية للكيبل التلفزيوني وشركة إيبلا الدولية للإنتاج السينمائي والتلفزيوني سوريا، وقام بالإخراج المخرج الأردني محمد عزيزية بمساعدة بشار دهان ورياض طعمة. وكتب السيناريو والحوار غسان زكريا. مدقق تاريخي د. محمد محفل ومعالجة تاريخية حسين قطايا. تصميم أزياء رجاء مخلوف، تصميم المكياج جلال الدين معيريان (من إيران)،الموسيقى التصويرية رعد خلف، مهندس صوت منصف طالب (من تونس)، وقام بتدريب وتصميم المعارك أيان فان تيمرلي (من بريطانيا)، وأخرج المعارك كلايف كورتس (من بريطانيا). وقامت بالرقصات فرقة أورنونا - فرسان جمهورية أبخازيا، والتصوير والمجموعات الفنية في سوريا.

## الممثلون
البطولة 
- عابد فهد في دور الظاهر بيبرس.
- سوزان نجم الدين في دور شجر الدر.
- باسل خياط في دور سيف الدين قطز.
- رفيق علي أحمد في دور فارس الدين أقطاي.
- سعد مينه في دور عز الدين أيبك.

 الممثلون الآخرون 
- الليث المفتي في دور سيف الدين قلاوون.
- باسم قهار في دور فارس الدين أقطاي المستعرب.
- محمد زرزور في دور المنصف.
- ريم زينو في دور رقية.
- ناصر وردياني - رياض وردياني - قمر عمرايا - كندة علوش - عامر علي - خالد القيش - إياد أبو الشامات - محمد آل رشي - ياسين أرنؤوط - أحمد مللي - بسام داوود - طارق صباغ - محمد الأحمد - مروان أبو شاهين - رواد عليو - نور أرناؤوط - باسل حيدر - رامز الأسود - أكرم الحلبي - أحمد صلان - يحيى بيازي - شادي مقرش - جمال سلوم - سهيل حداد - أسامة حلال - علاء الزعبي - حسن أسرب - باسم عيسى.

 بالاشتراك مع 
| - غسان مسعود في دور السلطان نجم الدين أيوب. - سلاف فواخرجي في دور تورخان. - عبد الهادي الصباغ في دور سنجار الحلبي. - فايز قزق في دور الصالح إسماعيل. - زهير عبد الكريم في دور المنصور إبراهيم. | - سلافة معمار في دور إيزابيلا. - مكسيم خليل في دور كاتبغا - مصطفى الخاني في دور بوهمند. - قاسم ملحو في دور الناصر يوسف. - علي عليان في دور المغيث عمر. | - حسان يونس في دور فخر الدين. - عبد الحكيم قطيفان في دور الكامل محمد. - نضال نجم في دور الناصر داوود. - نضال سيجري في دور نائب عجلون. |

 ضيوف الشرف 
- عبد الرحمن آل رشي في دور الخليفة العباسي المستعصم.
- منى واصف في دور أم المنصور.
- زيناتي قدسية في دور هولاكو.
- تيسير إدريس في دور علاء الدين أيدكين البندقداري.
- فيلدا سمور في دور والدة الفتاة المخطوفة
- جهاد سعد في دور أورلاندو.

## ملحوظات
1. ↑  مثل عدم تطابق اغتيال السلطان قطز مع ماذكره المؤرخون، وظهور ابن الظاهر بيبرس السعيد ناصر الدين محمد بركة كطفل صغير وقت وفاة الظاهر بيبرس

٢- المسلسل يعطي لبيبرس قيمة كبيرة جدا في حين يهمش أدوار الباقين.

٣- يظهر نجم الدين أيوب على أنه ملك ألعوبة بخلاف الواقع.

٤- جحد وجحف بحق المظفر قطز جدا، وأظهره بدور  الضعيف قليل العقل الجاحد سافك الدماء  ...إلخ وأحيانا الخائف، على حسب ما تقتضى مصلحة بيبرس، وهذا خلاف الواقع.

٥- اللغة العربية سيئة جدا، سواء نحو أو بلاغة...